# Kemlja (Mordovia)
Kemlja (in russo Кемля?) è un villaggio della Repubblica di Mordovia, Russia. È il centro amministrativo del distretto Ičalkovskij.
È situato sulla riva sinistra del fiume Alatyr', 64 km a nord della capitale Saransk.